# Huta Ferrum
Huta „Ferrum” (pierwotnie Rhein & Co; od grudnia 2004 roku Ferrum; zapis stylizowany FERRUM) – utworzona w 1874 roku huta żelaza znajdująca się w Katowicach przy ulicy Porcelanowej 11, na terenie dzielnicy Zawodzie. Jeden z największych producentów stalowych rur dużych średnic w Polsce. Produkty spółki są wykorzystywane m.in. w sieciach gazociągowych, petrochemicznych, ciepłowniczych, wodociągowych i kanalizacyjnych, w hydrotechnice, energetyce oraz w budownictwie. Notowana jest na Giełdzie Papierów Wartościowych w Warszawie.

## Historia[3]

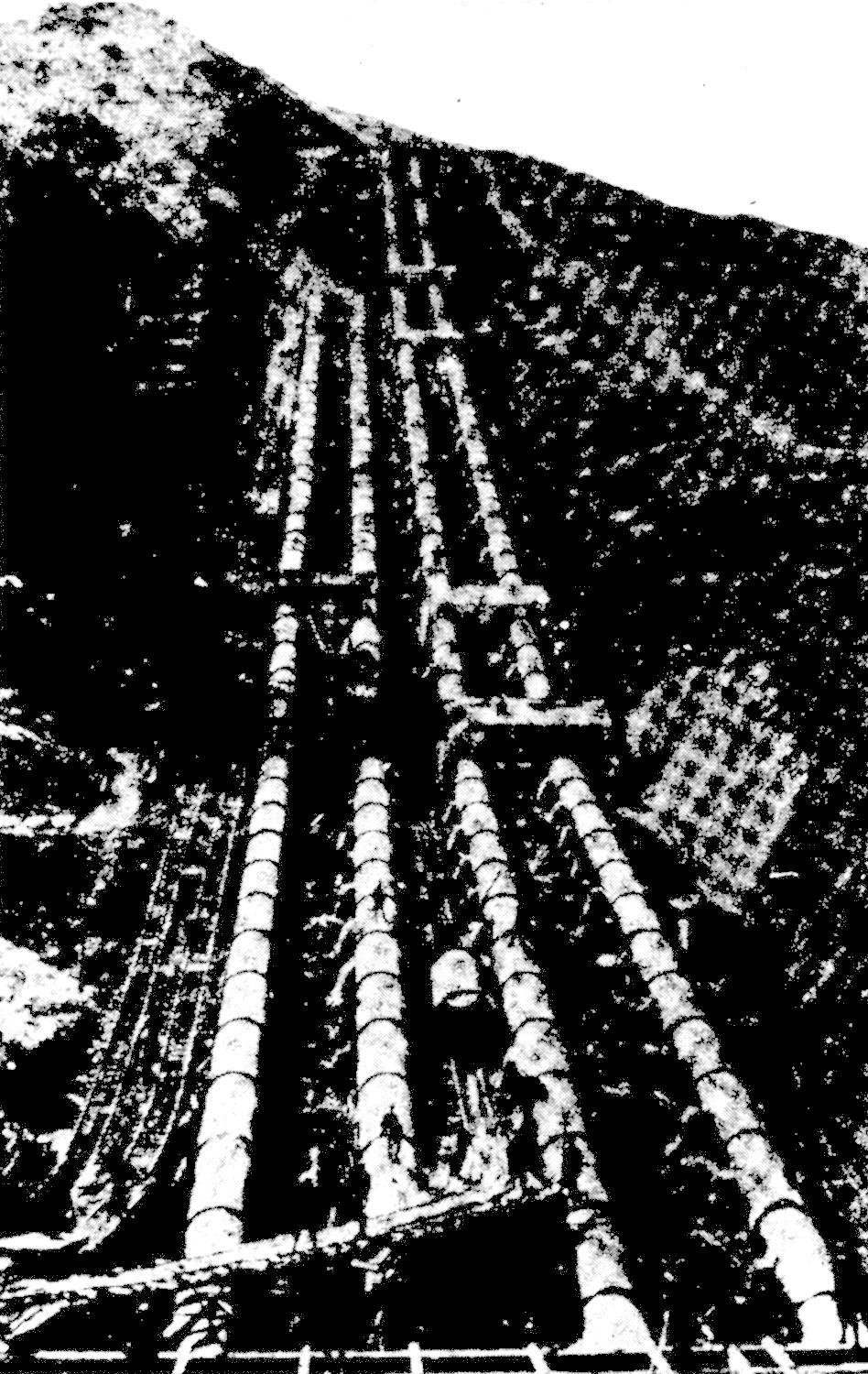
Rurociągi z rur wyprodukowanych przez katowicką Hutę Ferrum ułożone przed II wojną światową w Japonii

- 1874 – założenie huty przez berlińską spółkę budowy maszyn Rhein & Co w Zawodziu.
- 1890 – fuzja z hutą „Jakob” i dalsze funkcjonowanie pod nazwą Ferrum.
- 1900 – wdrożenie technologii produkcji rur doprowadzających wodę do turbin o podwyższonej wytrzymałości i rozmiarach (do 3000 mm średnicy i 46 m długości[6]), dzięki temu huta stała się renomowaną firmą wykonującą zamówienia dla inwestorów na całym świecie.
- 1901 – postępujący rozwój huty; powstanie kolonii robotniczej Ferrum.
- 1902 – dalsza internacjonalizacja, huta wytwarzała pierwszy rurociąg turbinowy dla Peru.
- 1909 – spółka przyjęła strukturę akcyjną, zmieniła nazwę na Ferrum Aktiongesellschaft[7].
- 1914–1945 – wojny światowe powodują, że produkcja tymczasowo przestawiła się na potrzeby zmilitaryzowanej gospodarki niemieckiej.
- 1946 – spółka została znacjonalizowana i weszła w skład resortu hutnictwa.
- 1969 – przeprowadzenie modernizacji huty; produkty spółki importowały państwa Europy, Azji, Ameryki Północnej i Ameryki Południowej[7].
- 1995 – przekształcenie huty z przedsiębiorstwa państwowego w jednoosobową spółkę akcyjną skarbu państwa i wdrożenie programu restrukturyzacji.
- 1997 – wejście na warszawską Giełdę Papierów Wartościowych.
- 2002 – wydzielenie z huty spółki-córki o nazwie ZKS Ferrum[8].
- 2005 – zmiana nazwy huty na Ferrum SA
- 2018 – rozbudowa zakładu i wzrost mocy produkcyjnych poprzez instalację nowoczesnej linii rur spiralnie spawanych[9].
- 2021 – rozszerzenie typoszeregu spiralnego o wysokospecjalistyczne rury 711×17,5 mm, wytwarzane jedynie przez wąskie grono producentów na świecie[10].
- 2023 – przyjęcie „Strategii rozwoju FERRUM S.A. do roku 2029”[11] oraz podpisanie listu intencyjnego z Katowicką Specjalną Strefą Ekonomiczną w ramach dalszego rozwoju Grupy.

## Profil biznesowy
Przedsiębiorstwo Ferrum specjalizuje się w wytwarzaniu elementów metalowych. W spółce centralnej produkuje rury stalowe z izolacją zewnętrzną oraz wewnętrzną o średnicy do ponad 2 metrów. Spółka-córka ZKS Ferrum wytwarza wielkogabarytowe konstrukcje spawane.
Produkty i usługi grupy Ferrum znajdują zastosowanie w następujących sektorach:
- Petrochemia: infrastruktura przesyłowa, gazociągi, rury przesyłu materiałów palnych, zbiorniki LPG, komory podziemne, autoklawy.
- Ciepłownictwo: sieci ciepłownicze, rury ciepłoodporne.
- Wodociągi i kanalizacja: infrastruktura przesyłowa.
- Budownictwo: rury konstrukcyjne, struktury nośne.
- Energetyka: rurociągi przemysłowe, infrastruktura OZE, korpusy generatorów i turbin jądrowych, elementy wież wiatrowych.
- Metalurgia: płaszcze wielkich pieców, konwertory, wieże obrotowe, kadzie.
- Przemysł: suszarnie, młyny kulowe, cylindry, bębny, cysterny, zbiorniki, walczaki, tuleje.
- Usługi: montaż, badania nieniszczące, obróbka mechaniczna i cieplna, zabezpieczenia antykorozyjne.

## Wartość historyczna
Na terenie huty znajdują się obiekty zabytkowe objęte ochroną konserwatorską, będące świadectwem kultury materialnej: budynek dyrekcji, budynek księgowości, budynek biurowy administracji gospodarczej, magazyn topników, budynek oddziału wykonawstwa inwestycji.
Pierwsza naukowa monografia zakładu powstała na Uniwersytecie Śląskim w 1976 roku pod kierunkiem doktora Antoniego Molendy.